# Střet s Andoriany
Střet s Andoriany (v anglickém originále The Andorian Incident) je epizoda seriálu Star Trek: Enterprise. Jde o sedmý díl první řady pátého seriálu ze světa Star Treku.

## Děj
Enterprise letí blízko Vulkánské planety P'Jem – „staré duchovní útočiště, odlehlá svatyně Kolinahru a poklidné meditace“, jak říká T'Pol. Kolinahr je podle ní „vulkánské zbavení emocí“. Kapitán se rozhodl, že tento vulkánský klášter navštíví. T'Pol vydala členům výsadku (samotná T'Pol, kapitán Archer a Trip) instrukce, jak se tam mají chovat, což bylo o to důležitější, že nemohli svůj příjezd oznámit – mnichové považují veškerou techniku za rušící jejich rozjímání.
Hned ze začátku jim připadalo divné, že chrám je celkem poničený a je v něm nepořádek. Mnich, který je uvítal, jim sdělil, že přiletěli zrovna v období kolinahru, kdy všichni členové kláštera setrvávají v modlitbách celý lunární cyklus. Mnich jim alespoň na žádost T'Pol daroval kámen J'Kah (tamní vzdání pocty). V místnosti si však kapitán všiml modrého mužíčka, schovaného za dřevěným krytem a společně s Tripem ho napadli, do místnosti však vtrhli další tři „modří“, zajali je a následně odvedli do místnosti, kde už byl zajat zbytek mnichů.
Vulkánci vše lidem objasnili – ti modří jsou Andoriané, kteří jsou velice podezřívaví a agresivní. Už několikrát klášter napadli, protože se domnívají, že se tady někde skrývají senzory dlouhého dosahu, ale nikdy je nenašli. Tentokrát se jejich podezření příletem Enterprise ještě zvětšilo. Přestože se kapitán snažil Andorianům vysvětlit, že jsou zde jen z čisté zvědavosti, Andoriané ho jen zbili a rozbili vysílačky, když ještě krátce předtím na Enterprise oznámili, že pokud se pokusí výsadek osvobodit, zabije rukojmí.
Vůdce mnichů nakonec dostal Tripa k hodně staré vysílačce v katakombách, díky které se mohli spojit s Enterprise. Poté velice nebezpečným pokusem ověřili, že jedna z chodeb (relikviář mnichů) vede přímo za stěnu atria, hlavní místnosti kláštera, kde se zdržovala většina ze čtyř přítomných Andorianů.
Reed se, spolu s dalšími dvěma muži, transportoval z Enterprise do chrámu a ihned zmizeli v katakombách, avšak Andoriané pojali kvůli kolísání energie podezření a nechali jednoho muže, aby vulkánce a lidi hlídal. Podařilo se jim ho však přepadnout a zároveň Reed umístil k atriu nálož, která sice Andoriany překvapila, ale podařilo se jim utéct do katakomb. Při přestřelce byl odkryt vchod do nějaké místnosti. Andoriané s lidmi uzavřeli příměří – tento vchod vedl opravdu do místnosti se senzory. A vulkánci tedy Andorianům lhali a když T'Pol „pořídila tolik snímků, kolik chtěla“, jak rozkázal kapitán, předali tyto materiály vůdci Andorianů a zajistili jim volný odlet. Andoriané poděkovali.